# Platarctia atropurpurea
Platarctia atropurpurea är en fjärilsart som beskrevs av Bang-haas 1927. Platarctia atropurpurea ingår i släktet Platarctia och familjen björnspinnare. Inga underarter finns listade i Catalogue of Life.